# Judoclub Ettlingen
Der Judo-Club Ettlingen e. V. wurde am 9. September 1981 in Ettlingen gegründet. Er startete von 1999 bis 2017 bei den Männern und 1989 bis 1998 bei den Frauen in der Deutschen Judo-Bundesliga.

## Geschichte
Die Vereinsgeschichte ist eng mit einem Namen verbunden: Alfredo Palermo. Der Träger des 7. Dan war zunächst als Trainer des Postsportvereins Karlsruhe tätig. Ende 1974 wurde ihm in Ettlingen die Möglichkeit geboten, eine alte Scheune in der Elisabethstraße 5 zum Judo-Zentrum auszubauen. Der erste Kurs begann dort am 22. April 1975 und 1976 nahmen die ersten Schüler an Kreis- und Bezirksmeisterschaften teil. Im September 1989 wurde in der Dieselstraße das neue, bedeutend größere, Vereinszentrum bezogen. Weitere Kampfsportarten wie Karate, Ju-Jutsu, Taekwondo oder Kickboxen kamen hinzu. Auch ein Fitnessstudio wurde eingerichtet und mehrfach erweitert.
Das Judozentrum Ettlingen wurde zum Landesstützpunkt ernannt und Palermo Landestrainer für Frauen (U20, AK).
Die Männer Mannschaft zog sich nach der Bundesliga-Saison 2017 nach 17 Jahren aus dem Ligabetrieb zurück.
Im Oktober 2020 wurde das Sportzentrum Palermo geschlossen.

## Erfolge
Aus Palermos Schule gingen mehrere deutsche Meister bei Frauen und Männern wie Raffaella Imbriani (Vizeweltmeisterin 2001) und Christian Konz (mehrfacher deutscher Meister) hervor. Dino Pfeiffer war in der Judo-Bundesliga 2016 der Kämpfer mit den meisten Siegen. Der Verein startete international im Europacup.